# Ганс-Гюнтер фон Корнацкі
Ганс-Гюнтер фон Корнацкі (Hans-Günter von Kornatzki; 22 червня 1906, Лігніц — 12 вересня 1944, Гальберштадт) — німецький льотчик-винищувач, творець тактики дій штурмових груп, оберстлейтенант люфтваффе (1944).

## Біографія
Син генерал-майора Пауля фон Корнацкі і його дружини Гертруди, уродженої фон Брізен. Молодший брат оберста Вільгельма фон Корнацкі.
9 травня 1928 року вступив в рейхсвер. Пройшов секретну льотну підготовку. 1 квітня 1934 року переведений в люфтваффе і в травні 1934 року призначений ад'ютантом Роберта фон Грайма. З 1 квітня 1935 року — командир 3-ї ескадрильї групи «Дамм», з весни 1937 року — ад'ютант 1-ї групи 334-ї винищувальної ескадри (Вісбаден), з 1938 року — 1-ї групи 136-ї винищувальної ескадри. З вересня 1939 по серпень 1940 року командував 2-ю групою 52-ї винищувальної ескадри, а в жовтні 1940 року переведений в штаб 1-го училища винищувальної авіації у Вернойхені. З 12 квітня 1941 року — начальник 1-ї винищувальної авіашколи початкової підготовки, з 9 лютого 1942 року — начальник оперативного відділу штабу 10-го авіакорпусу, дислокованого на Сицилії. В лютому 1943 року переведений в штаб Вищого винищувального командування «Захід», а потім — в штаб інспектора винищувальної авіації.
В 1943 році запропонував створити для боротьби з важкими бомбардувальниками штурмові авіагрупи, оснащені спеціально обладнаними винищувачами. Восени 1943 проводив випробування зразків озброєння на аеродромі Ахмер, а потім висунув пропозицію використовувати для боротьби з важкими бомбардувальниками розроблену ним тактику: група FW.190 з посиленим озброєнням і додатковим бронюванням повинна була в зімкнутому строю атакувати з'єднання бомбардувальників ззаду. Втрату швидкості та маневреності мало компенсувати прикриття 1–2 винищувальними групами. Відповідно до рекомендацій Корнацкі під його командуванням була сформована а 1-а штурмова ескадрилья. Свій перший бій ескадрилья здійснила 5 січня 1944 року над Бельгією, в ході бою вони змогли збити і важко пошкодити 4 бомбардувальники, при цьому було втрачено три FW.190. За 6 місяців свого існування ескадрилья здобула 62 перемоги (втративши 11 літаків). 29 квітня 1944 року ескадрилья увійшла до складу 4-ї (штурмової) групи 3-ї винищувальної ескадри. Корнацкі було доручено керувати створенням ще кількох штурмових груп, а потім він очолив 2-у (штурмову) групу 4-ї винищувальної ескадри. В бою 12 вересня 1944 року його літак був підбитий, здійснюючи вимушену посадку, машина Корнацкі зачепила за дроти лінії електропередачі і врізалася в землю, а сам Корнацкі загинув.
Всього за час бойових дій збив 6 ворожих літаків.

## Сім'я
3 травня 1941 року одружився з дочкою генерал-майора Урсулою Грундтманн, яка працювала секретаркою Германа Герінга. 15 серпня 1942 року Урсула загинула під час авіанальоту на Берлін.

## Нагороди
- Медаль «За вислугу років у Вермахті» 4-го класу (4 роки)
- Нагрудний знак пілота
- Залізний хрест 2-го і 1-го класу[2]
- Авіаційна планка винищувача в бронзі[2]